# George Thorne
George Thorne, (6 de enero de 1856 – 24 de julio de 1922) fue un cantante y actor inglés, conocido sobre todo por sus interpretaciones en papeles de barítono cómico en las óperas Savoy representadas con la compañía D'Oyly Carte Opera, especialmente en giras y en las producciones originales en Nueva York.  

## Inicios
George Tyrell Thorne, nacido en Chertsey, Surrey, Inglaterra, empezó su carrera teatral a los dos años de edad, cuando fue llevado en una obra del género burlesque, Medea, representada en el Teatro Royal de Margate. Siguieron compromisos junto a su hermana, Sarah Thorne (1870–73); con la compañía de John Coleman en Leeds (1873); con la pantomima del Covent Garden (1874–75); y en el Teatro Corinthian de Calcuta, donde habría hecho 104 papeles en seis meses del año 1876. 

## Años con la compañía D'Oyly Carte
Thorne se unió a la compañía teatral de giras D'Oyly Carte en 1881, interpretando al Capitán Felix Flapper en Billee Taylor. Al final de 1881, de vuelta a Inglaterra, viajó con el papel de Reginald Bunthorne en Patience. En 1882–83 viajó como Blood-red Bill en la obra de Edward Solomon y Henry Pottinger Stephens Claude Duval. En 1884 Thorne actuó como Sir Joseph Porter en H.M.S. Pinafore, como Major General Stanley en The Pirates of Penzance, y como Bunthorne, con la D'Oyly Carte, añadiendo además los papeles de Lord Chancellor en Iolanthe y de Ko-Ko en The Mikado en 1885.
En 1885 Thorne viajó a Nueva York para presentar The Mikado en el Teatro Fifth Avenue, donde la compañía representó hasta 1886. Esta producción también incluía a Geraldine Ulmar como Yum-Yum, Courtice Pounds como Nanki-Poo, y a Fred Billington como Pooh-Bah. Estando en Nueva York, Arthur Sullivan escribió una especial orquestación cómica para Thorne (reforzando la parte del fagot) como un bis de su obra "The Flowers that Bloom in the Spring", interpretada como pantomima. 
De vuelta de los Estados Unidos en 1886, Thorne viajó por el Reino Unido y Europa interpretando a Sir Joseph y a Ko-Ko hasta 1887. Después retornó a Inglaterra para ensayar la nueva ópera Ruddygore. Dio dos representaciones de matiné como Robin Oakapple en el Teatro Savoy y después viajó a Nueva York de nuevo para interpretar el mismo personaje con casi el mismo reparto con el que había representado The Mikado en Nueva York en 1885-86. Entre 1887 y 1890 (con una pausa de finales de 1889 a primeros de 1890, por contraer una fiebre tifoidea), viajó con los papeles de Bunthorne, Ko-Ko, Sir Joseph y, posteriormente, de Major General y Jack Point en The Yeomen of the Guard. Thorne originó el trágico final de ese personaje, que más adelante fue adoptado por la mayoría de actores con dicho papel. Decía que Point era su papel favorito.
Entre 1890 y 1896, Thorne fue el principal comediante de las giras de D'Oyly Carte, siendo John Wellington Wells en The Sorcerer, Sir Joseph, el Major General, Bunthorne, el Lord Chancellor, Rey Gama en Princess Ida, Ko-Ko, Jack Point, y el duque de Plaza-Toro en The Gondoliers. También fue Bumbo en The Nautch Girl (1892). De 1896 a 1897, estuvo en la primera gira por Sudáfrica de D'Oyly Carte, interpretando sus papeles habituales, así como Scaphio en Utopia Limited y Rudolph en The Grand Duke. Después, entre 1898 y 1899, viajó por el Reino Unido.  
Thorne falleció en Edlesborough, Bedfordshire, Inglaterra, a los 66 años de edad. Había estado casado con la corista de D'Oyly Carte Geraldine Thompson.

## Escritor y dramaturgo
Thorne escribió varias pantomimas, algunas obras de género burlesque, dos óperas cómicas, y adaptaciones teatrales de varias de las novelas de Charles Dickens. También escribió un volumen de memorias titulado Jots.

## Cine
- Tit Willow (1907) , corto dirigido por John Morland, fue uno de los doce filmes rodados a partir de doce canciones de The Mikado.